# Margot Boer
Margot Boer (n. 7 august 1985, Woubrugge⁠(d), Olanda de Sud, Țările de Jos) este o sportivă ce a reprezentat Regatul Țărilor de Jos, medaliată olimpică. A participat la două ediții ale Jocurilor Olimpice (2010, 2014) în care a câștigat două medalii de bronz.